# Communauté de communes des Sources de l'Orne
Ne doit pas être confondu avec Communauté de communes du Val d'Orne ou Communauté de communes du Pays de l'Orne.
La communauté de communes des Sources de l'Orne est une communauté de communes française, située dans le département de l'Orne et la région Normandie.

## Historique
Conformément aux prescriptions de la loi de réforme des collectivités territoriales du 16 décembre 2010, qui a prévu le renforcement et la simplification des intercommunalités et la constitution de structures intercommunales de grande taille, la communauté de communes des Sources de l'Orne est créée le 1er janvier 2013 la par fusion  de :

- la communauté de communes du Pays de Sées ; 

- la communauté de communes du Pays de Mortrée ;

- et de la communauté de communes du Pays d'Essay ;

auxquelles s'ajoute la commune de Chailloué,.  Toutefois, membres de l'ancienne communauté de communes du Pays d'Essay, Aunay-les-Bois et Neuilly-le-Bisson adhèrent alors à la communauté de communes de la Vallée de la Haute Sarthe, tandis que Vrigny, membre de l'ancienne communauté de communes du Pays de Mortrée, rejoint la communauté de communes du Pays d'Argentan.
Le 1er janvier 2019, les communes de Mortrée et Saint-Hilaire-la-Gérard se regroupent au sein de la commune nouvelle de Mortrée, la communauté est alors constituée de vingt-trois communes.

## Territoire communautaire

### Géographie
Située dans le centre du département de l'Orne, la communauté de communes des Sources de l'Orne regroupe vingt-trois communes et s'étend sur 364,8 km2.

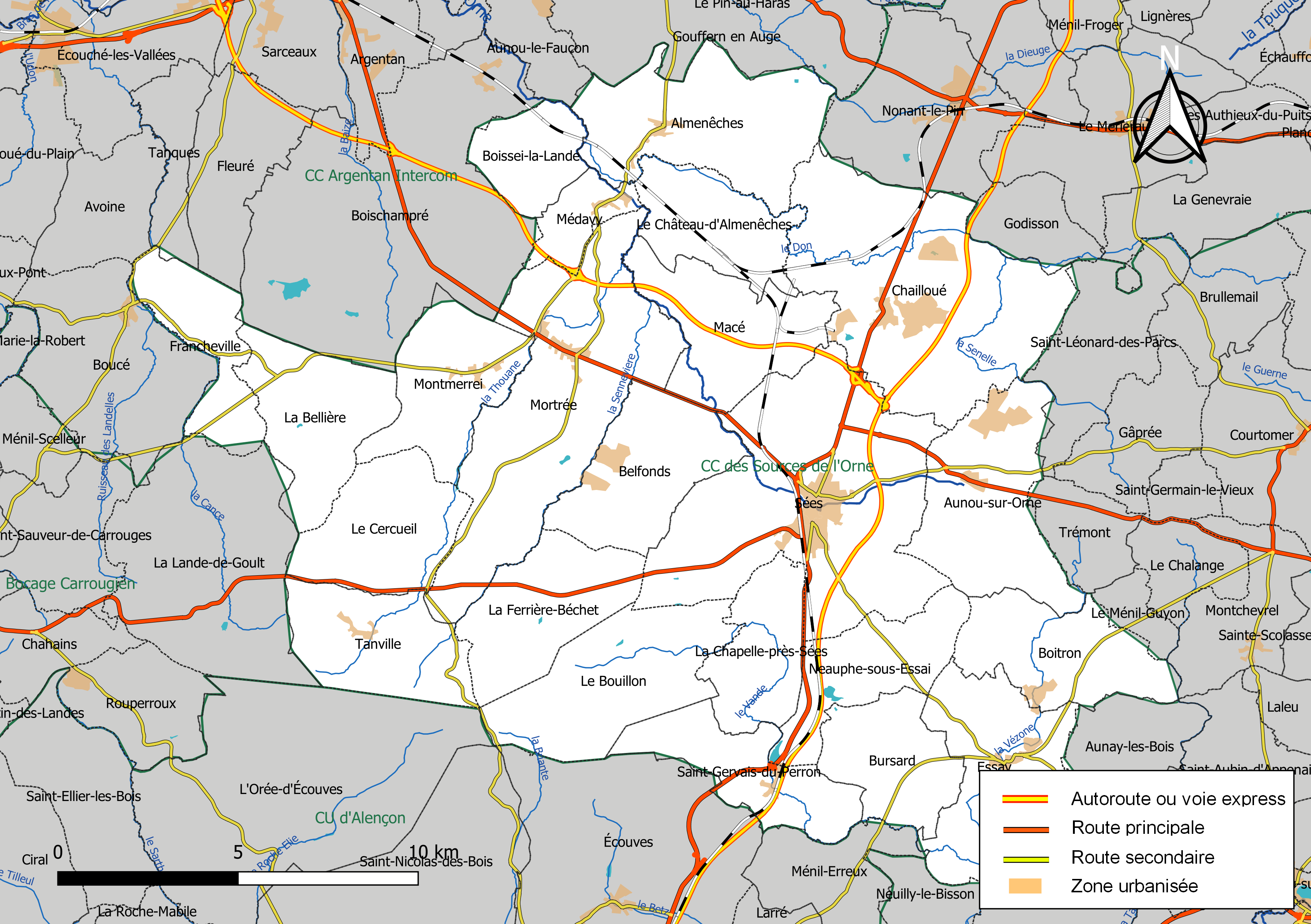
Carte de la communauté de communes des Sources de l'Orne au 1er janvier 2019.

### Composition
En 2024, la communauté de communes est composée des 23 communes suivantes :

| Nom                     | Code Insee | Gentilé            | Superficie (km2) | Population (dernière pop. légale) | Densité (hab./km2) |
| ----------------------- | ---------- | ------------------ | ---------------- | --------------------------------- | ------------------ |
| Sées (siège)            | 61464      | Sagiens            | 40,31            | 4 182 (2022)                      | 104                |
| Almenêches              | 61002      | Almenêchois        | 20,27            | 642 (2022)                        | 32                 |
| Aunou-sur-Orne          | 61015      | Aulnois            | 18,04            | 276 (2022)                        | 15                 |
| Belfonds                | 61036      | Bellifontains      | 14,29            | 208 (2022)                        | 15                 |
| La Bellière             | 61039      | Bellois            | 13,91            | 129 (2022)                        | 9,3                |
| Boissei-la-Lande        | 61049      | Boisséiens         | 7,11             | 109 (2022)                        | 15                 |
| Boitron                 | 61051      | Boitronniers       | 13,35            | 348 (2022)                        | 26                 |
| Le Bouillon             | 61056      | Bouillonnais       | 17,77            | 167 (2022)                        | 9,4                |
| Bursard                 | 61068      | Buressardiens      | 10,55            | 200 (2022)                        | 19                 |
| Le Cercueil             | 61076      | Cercueillais       | 13,23            | 145 (2022)                        | 11                 |
| Chailloué               | 61081      | Cailloutins        | 35,88            | 892 (2022)                        | 25                 |
| La Chapelle-près-Sées   | 61098      | Castelsagien       | 9,95             | 488 (2022)                        | 49                 |
| Le Château-d'Almenêches | 61101      | Châtelains         | 10,76            | 185 (2022)                        | 17                 |
| Essay                   | 61156      | Essuins            | 15,99            | 543 (2022)                        | 34                 |
| La Ferrière-Béchet      | 61164      | Ferriens-Béchetois | 13,79            | 250 (2022)                        | 18                 |
| Francheville            | 61176      | Franchevillois     | 9,72             | 132 (2022)                        | 14                 |
| Macé                    | 61240      | Macéens            | 14,53            | 443 (2022)                        | 30                 |
| Médavy                  | 61256      | Medavisiens        | 4,34             | 153 (2022)                        | 35                 |
| Montmerrei              | 61288      | Montmerréins       | 12,67            | 555 (2022)                        | 44                 |
| Mortrée                 | 61294      | Mortréens          | 32,26            | 1 125 (2022)                      | 35                 |
| Neauphe-sous-Essai      | 61301      | Néalphins          | 11,43            | 214 (2022)                        | 19                 |
| Saint-Gervais-du-Perron | 61400      | Perronnais         | 11,28            | 346 (2022)                        | 31                 |
| Tanville                | 61480      | Tanvillois         | 13,32            | 228 (2022)                        | 17                 |

### Démographie
| 1968   | 1975   | 1982   | 1990   | 1999   | 2009   | 2014   | 2020   |
| ------ | ------ | ------ | ------ | ------ | ------ | ------ | ------ |
| 12 082 | 11 708 | 11 438 | 11 455 | 11 554 | 12 056 | 12 220 | 11 919 |

## Organisation

### Siège
Le siège de la communauté de communes est situé à Sées, 2 rue Auguste Loutreuil.

### Élus
La communauté de communes est administrée par son conseil communautaire, composé pour la mandature 2020-2026 de 42  conseillers municipaux représentant chacune des  communes membres et répartis de la manière suivante en fonction de leur population : 

- 14 délégués pour  Sées ;

-  4 délégués pour Mortrée ; 

-  3 délégués pour  Chailloué ; 

-  2 délégués pour Almenêches ; 

- 1 délégué ou son suppléant pour chacune des 19 autres communes.

Le maire de Macé, Jean-Pierre Fontaine, a été élu président de la communauté de communes le 14 décembre 2012. 
Au terme des élections municipales de 2020 dans l'Orne, le conseil communautaire renouvelé le réélit président le 16 juillet 2020 et désigné ses vice-présidents.
Une crise intervient en 2023 entre les élus, qui se conclut par le retrait des délégations du premier vice-président, Mostefa Maachi, maire de Sées, puis sa démission, ainsi que celle du 3e vice-président Christophe Robieux, également élu de Sées, en septembre 2023,. En février 2024, le conseil communautaire décide de ne pas réaffecter ces délégations, et le nombre de vice-présidents est ainsi réduit à 6 pour la fin de la mandature.

### Liste des  présidents
| Période      | Période                       | Identité             | Étiquette | Qualité                                                   |
| ------------ | ----------------------------- | -------------------- | --------- | --------------------------------------------------------- |
| janvier 2013 | En cours (au 16 février 2024) | Jean-Pierre Fontaine | SE        | Maire de Macé (1983 → ) Rééélu popur le mandat 2014-2020, |

### Compétences
L'intercommunalité exerce les compétences qui lui ont été transférées par les communes membres, dans les conditions fixées par le code général des collectivités territoriales. En 2024, il s'agit de : 
- Aménagement de l’espace :  élaboration du plan local d’urbanisme intercommunal  (PLUi) et Schéma de cohérence territoriale (SCoT)
- Développement économique : création et gestion de zones d’activités, actions en faveur du maintien et du développement des commerces ;
- Promotion du tourisme, gestion de l’office de tourisme et développement d’une stratégie touristique intercommunale ;
- Gestion des milieux aquatiques et prévention des inondations (GEMAPI) ;
- Collecte et traitement des déchets ménagers et assimilés ;
- Protection et de la mise en valeur de l’environnement et développement des énergies renouvelables ;
- Politique du logement et du cadre de vie : mise en œuvre d’opération programmée d'amélioration de l'habitat (OPAH) ;
- Voirie communale, chemins ruraux recensés et de leurs accessoires ;
- Écoles maternelles et primaires du territoire ;
- Nouvelles constructions d’équipements à vocation culturelle ou sportive, entretien et fonctionnement de ces futurs équipements ;
- Réalisation et fonctionnement de structure d’accueil pour la petite enfance : maison de la petite enfance et du relais d'assistantes maternelles (RAM) ;
- Structure d’accueil pour personnes âgées et  services à la personne : MARPA de Mortrée ;
- Offre de soin sur le territoire de la communauté de communes : futur pôle de santé libérale ambulatoire ;
- Service public d’assainissement non collectif (SPANC), service d’assainissement collectif ;
- Eau potable.

### Régime fiscal et budget
La communauté de communes est un établissement public de coopération intercommunale à fiscalité propre.
Afin de financer l'exercice de ses compétences, l'intercommunalité perçoit la fiscalité professionnelle unique (FPU) – qui a succédé à la taxe professionnelle unique (TPU) – et assure une péréquation de ressources entre les communes résidentielles et celles dotées de zones d'activité.
Elle collecte également la taxe d'enlèvement des ordures ménagères (TEOM), qui finance ce service public, et bénéficie d'une bonification  de sa dotation globale de fonctionnement (DGF).
La communauté ne reverse pas de dotation de solidarité communautaire (DSC) à ses communes membres.

## Projets et réalisations
Conformément aux dispositions légales, une communauté de communes a pour objet d'associer des « communes au sein d'un espace de solidarité, en vue de l'élaboration d'un projet commun de développement et d'aménagement de l'espace ».